# Xã Sparta, Quận Knox, Illinois
Xã Sparta (tiếng Anh: Sparta Township) là một xã thuộc quận Knox, tiểu bang Illinois, Hoa Kỳ. Năm 2010, dân số của xã này là 1.165 người.